# Фудбалска репрезентација Ирана
Фудбалска репрезентација Ирана (перс. تیم ملی فوتبال ایران) национални је фудбалски тим који представља Иран на међународним такмичењима и под контролом је Фудбалског савеза Ирана. Од децембра 2014. до маја 2018, репрезентација Ирана је била најбоље рангирана репрезентација из Азије, што је уједно и најдужи узастопни период у којем је једна репрезентација била најбоље рангирана на континенту.
Иран је једна од најуспешнијих репрезентација Азије, са освојена три Купа Азије заредом (1968, 1972. и 1976), што ниједна репрезентација није успела да понови. Најбољи резултат на Олимпијским играма остварио је 1976, када је дошао до четвртфинала. На Светском првенству учествовао је шест пута (1978, 1998, 2006, 2014, 2018. и 2022) и никада није успео да прође групну фазу. Прву победу на Светском првенству остварио је 1998. против Сједињених Америчких Држава, другу 2018. победом над Мароком, а трећу 2022. победивши Велс.

## Резултати на међународним такмичењима

### Светско првенство
Првак    Другопласирани    Трећепласирани    Четвртопласирани  
| Резултати на Светском првенству | Резултати на Светском првенству | Резултати на Светском првенству | Резултати на Светском првенству | Резултати на Светском првенству | Резултати на Светском првенству | Резултати на Светском првенству | Резултати на Светском првенству | Резултати на Светском првенству | Резултати у квалификацијама за Светско првенство | Резултати у квалификацијама за Светско првенство | Резултати у квалификацијама за Светско првенство | Резултати у квалификацијама за Светско првенство | Резултати у квалификацијама за Светско првенство | Резултати у квалификацијама за Светско првенство |
| Година                          | Коло                            | Место                           | И                               | П                               | Н*                              | ПР                              | ДГ                              | ПГ                              | И                                                | П                                                | Н*                                               | И                                                | ДГ                                               | ПГ                                               |
| ------------------------------- | ------------------------------- | ------------------------------- | ------------------------------- | ------------------------------- | ------------------------------- | ------------------------------- | ------------------------------- | ------------------------------- | ------------------------------------------------ | ------------------------------------------------ | ------------------------------------------------ | ------------------------------------------------ | ------------------------------------------------ | ------------------------------------------------ |
| 1930                            | Није учествовала                | Није учествовала                | Није учествовала                | Није учествовала                | Није учествовала                | Није учествовала                | Није учествовала                | Није учествовала                | Није учествовала                                 | Није учествовала                                 | Није учествовала                                 | Није учествовала                                 | Није учествовала                                 | Није учествовала                                 |
| 1934                            | Није учествовала                | Није учествовала                | Није учествовала                | Није учествовала                | Није учествовала                | Није учествовала                | Није учествовала                | Није учествовала                | Није учествовала                                 | Није учествовала                                 | Није учествовала                                 | Није учествовала                                 | Није учествовала                                 | Није учествовала                                 |
| 1938                            | Није учествовала                | Није учествовала                | Није учествовала                | Није учествовала                | Није учествовала                | Није учествовала                | Није учествовала                | Није учествовала                | Није учествовала                                 | Није учествовала                                 | Није учествовала                                 | Није учествовала                                 | Није учествовала                                 | Није учествовала                                 |
| 1950                            | Није учествовала                | Није учествовала                | Није учествовала                | Није учествовала                | Није учествовала                | Није учествовала                | Није учествовала                | Није учествовала                | Није учествовала                                 | Није учествовала                                 | Није учествовала                                 | Није учествовала                                 | Није учествовала                                 | Није учествовала                                 |
| 1954                            | Није учествовала                | Није учествовала                | Није учествовала                | Није учествовала                | Није учествовала                | Није учествовала                | Није учествовала                | Није учествовала                | Није учествовала                                 | Није учествовала                                 | Није учествовала                                 | Није учествовала                                 | Није учествовала                                 | Није учествовала                                 |
| 1958                            | Није учествовала                | Није учествовала                | Није учествовала                | Није учествовала                | Није учествовала                | Није учествовала                | Није учествовала                | Није учествовала                | Није учествовала                                 | Није учествовала                                 | Није учествовала                                 | Није учествовала                                 | Није учествовала                                 | Није учествовала                                 |
| 1962                            | Није учествовала                | Није учествовала                | Није учествовала                | Није учествовала                | Није учествовала                | Није учествовала                | Није учествовала                | Није учествовала                | Није учествовала                                 | Није учествовала                                 | Није учествовала                                 | Није учествовала                                 | Није учествовала                                 | Није учествовала                                 |
| 1966                            | Није учествовала                | Није учествовала                | Није учествовала                | Није учествовала                | Није учествовала                | Није учествовала                | Није учествовала                | Није учествовала                | Није учествовала                                 | Није учествовала                                 | Није учествовала                                 | Није учествовала                                 | Није учествовала                                 | Није учествовала                                 |
| 1970                            | Није учествовала                | Није учествовала                | Није учествовала                | Није учествовала                | Није учествовала                | Није учествовала                | Није учествовала                | Није учествовала                | Није учествовала                                 | Није учествовала                                 | Није учествовала                                 | Није учествовала                                 | Није учествовала                                 | Није учествовала                                 |
| 1974                            | Није се квалификовала           | Није се квалификовала           | Није се квалификовала           | Није се квалификовала           | Није се квалификовала           | Није се квалификовала           | Није се квалификовала           | Није се квалификовала           | 8                                                | 5                                                | 1                                                | 2                                                | 9                                                | 6                                                |
| 1978                            | Групна фаза                     | 14.                             | 3                               | 0                               | 1                               | 2                               | 2                               | 8                               | 12                                               | 10                                               | 2                                                | 0                                                | 20                                               | 3                                                |
| 1982                            | Одустала од такмичења           | Одустала од такмичења           | Одустала од такмичења           | Одустала од такмичења           | Одустала од такмичења           | Одустала од такмичења           | Одустала од такмичења           | Одустала од такмичења           | Одустала од такмичења                            | Одустала од такмичења                            | Одустала од такмичења                            | Одустала од такмичења                            | Одустала од такмичења                            | Одустала од такмичења                            |
| 1986                            | Дисквалификована                | Дисквалификована                | Дисквалификована                | Дисквалификована                | Дисквалификована                | Дисквалификована                | Дисквалификована                | Дисквалификована                | Дисквалификована                                 | Дисквалификована                                 | Дисквалификована                                 | Дисквалификована                                 | Дисквалификована                                 | Дисквалификована                                 |
| 1990                            | Није се квалификовала           | Није се квалификовала           | Није се квалификовала           | Није се квалификовала           | Није се квалификовала           | Није се квалификовала           | Није се квалификовала           | Није се квалификовала           | 6                                                | 5                                                | 0                                                | 1                                                | 12                                               | 5                                                |
| 1994                            | Није се квалификовала           | Није се квалификовала           | Није се квалификовала           | Није се квалификовала           | Није се квалификовала           | Није се квалификовала           | Није се квалификовала           | Није се квалификовала           | 11                                               | 5                                                | 3                                                | 3                                                | 23                                               | 13                                               |
| 1998                            | Групна фаза                     | 20.                             | 3                               | 1                               | 0                               | 2                               | 2                               | 4                               | 17                                               | 8                                                | 6                                                | 3                                                | 57                                               | 17                                               |
| 2002                            | Није се квалификовала           | Није се квалификовала           | Није се квалификовала           | Није се квалификовала           | Није се квалификовала           | Није се квалификовала           | Није се квалификовала           | Није се квалификовала           | 14                                               | 9                                                | 3                                                | 2                                                | 36                                               | 9                                                |
| 2006                            | Групна фаза                     | 25.                             | 3                               | 0                               | 1                               | 2                               | 2                               | 6                               | 12                                               | 9                                                | 1                                                | 2                                                | 29                                               | 7                                                |
| 2010                            | Није се квалификовала           | Није се квалификовала           | Није се квалификовала           | Није се квалификовала           | Није се квалификовала           | Није се квалификовала           | Није се квалификовала           | Није се квалификовала           | 14                                               | 5                                                | 8                                                | 1                                                | 15                                               | 9                                                |
| 2014                            | Групна фаза                     | 28.                             | 3                               | 0                               | 1                               | 2                               | 1                               | 4                               | 16                                               | 10                                               | 4                                                | 2                                                | 30                                               | 7                                                |
| 2018                            | Групна фаза                     | 18.                             | 3                               | 1                               | 1                               | 1                               | 2                               | 2                               | 18                                               | 12                                               | 6                                                | 0                                                | 36                                               | 5                                                |
| 2022                            | Групна фаза                     | 26.                             | 3                               | 1                               | 0                               | 2                               | 4                               | 7                               | 18                                               | 14                                               | 1                                                | 3                                                | 49                                               | 8                                                |
| Укупно                          | Групна фаза                     | 6/22                            | 18                              | 3                               | 4                               | 11                              | 13                              | 31                              | 146                                              | 92                                               | 35                                               | 19                                               | 316                                              | 89                                               |

### АФК првенство Азије
Првак    Другопласирани    Трећепласирани    Четвртопласирани  
| Резултати на првенству Азије | Резултати на првенству Азије | Резултати на првенству Азије | Резултати на првенству Азије | Резултати на првенству Азије | Резултати на првенству Азије | Резултати на првенству Азије | Резултати на првенству Азије | Резултати на првенству Азије | Резултати у квалификацијама за првенство Азије | Резултати у квалификацијама за првенство Азије | Резултати у квалификацијама за првенство Азије | Резултати у квалификацијама за првенство Азије | Резултати у квалификацијама за првенство Азије | Резултати у квалификацијама за првенство Азије |
| Година                       | Коло                         | Мјесто                       | И                            | П                            | Н*                           | ПР                           | ДГ                           | ПГ                           | И                                              | П                                              | Н*                                             | И                                              | ДГ                                             | ПГ                                             |
| ---------------------------- | ---------------------------- | ---------------------------- | ---------------------------- | ---------------------------- | ---------------------------- | ---------------------------- | ---------------------------- | ---------------------------- | ---------------------------------------------- | ---------------------------------------------- | ---------------------------------------------- | ---------------------------------------------- | ---------------------------------------------- | ---------------------------------------------- |
| 1956                         | Одустала од такмичења        | Одустала од такмичења        | Одустала од такмичења        | Одустала од такмичења        | Одустала од такмичења        | Одустала од такмичења        | Одустала од такмичења        | Одустала од такмичења        | Одустала од такмичења                          | Одустала од такмичења                          | Одустала од такмичења                          | Одустала од такмичења                          | Одустала од такмичења                          | Одустала од такмичења                          |
| 1960                         | Није се квалификовала        | Није се квалификовала        | Није се квалификовала        | Није се квалификовала        | Није се квалификовала        | Није се квалификовала        | Није се квалификовала        | Није се квалификовала        | 6                                              | 3                                              | 1                                              | 2                                              | 12                                             | 10                                             |
| 1964                         | Одустала од такмичења        | Одустала од такмичења        | Одустала од такмичења        | Одустала од такмичења        | Одустала од такмичења        | Одустала од такмичења        | Одустала од такмичења        | Одустала од такмичења        | Одустала од такмичења                          | Одустала од такмичења                          | Одустала од такмичења                          | Одустала од такмичења                          | Одустала од такмичења                          | Одустала од такмичења                          |
| 1968                         | Првак                        | 1.                           | 4                            | 4                            | 0                            | 0                            | 11                           | 2                            | Квалификовала се као домаћин                   | Квалификовала се као домаћин                   | Квалификовала се као домаћин                   | Квалификовала се као домаћин                   | Квалификовала се као домаћин                   | Квалификовала се као домаћин                   |
| 1972                         | Првак                        | 1.                           | 5                            | 5                            | 0                            | 0                            | 12                           | 4                            | Квалификовала се као актуелни првак            | Квалификовала се као актуелни првак            | Квалификовала се као актуелни првак            | Квалификовала се као актуелни првак            | Квалификовала се као актуелни првак            | Квалификовала се као актуелни првак            |
| 1976                         | Првак                        | 1.                           | 4                            | 4                            | 0                            | 0                            | 13                           | 0                            | Квалификовала се као актуелни првак            | Квалификовала се као актуелни првак            | Квалификовала се као актуелни првак            | Квалификовала се као актуелни првак            | Квалификовала се као актуелни првак            | Квалификовала се као актуелни првак            |
| 1980                         | Полуфинале                   | 3.                           | 6                            | 3                            | 2                            | 1                            | 16                           | 6                            | Квалификовала се као актуелни првак            | Квалификовала се као актуелни првак            | Квалификовала се као актуелни првак            | Квалификовала се као актуелни првак            | Квалификовала се као актуелни првак            | Квалификовала се као актуелни првак            |
| 1984                         | Полуфинале                   | 4.                           | 6                            | 2                            | 4                            | 0                            | 8                            | 3                            | 5                                              | 5                                              | 0                                              | 0                                              | 21                                             | 2                                              |
| 1988                         | Полуфинале                   | 3.                           | 6                            | 2                            | 2                            | 2                            | 3                            | 4                            | 4                                              | 2                                              | 2                                              | 0                                              | 6                                              | 1                                              |
| 1992                         | Прва рунда                   | 5.                           | 3                            | 1                            | 1                            | 1                            | 2                            | 1                            | 2                                              | 2                                              | 0                                              | 0                                              | 10                                             | 0                                              |
| 1996                         | Полуфинале                   | 3.                           | 6                            | 3                            | 2                            | 1                            | 14                           | 6                            | 6                                              | 6                                              | 0                                              | 0                                              | 27                                             | 1                                              |
| 2000                         | Четвртфинале                 | 5.                           | 4                            | 2                            | 1                            | 1                            | 7                            | 3                            | 6                                              | 4                                              | 1                                              | 1                                              | 16                                             | 2                                              |
| 2004                         | Полуфинале                   | 3.                           | 6                            | 3                            | 3                            | 0                            | 14                           | 8                            | 6                                              | 5                                              | 0                                              | 1                                              | 16                                             | 5                                              |
| 2007                         | Четвртфинале                 | 5.                           | 4                            | 2                            | 2                            | 0                            | 6                            | 3                            | 6                                              | 4                                              | 2                                              | 0                                              | 12                                             | 2                                              |
| 2011                         | Четвртфинале                 | 5.                           | 4                            | 3                            | 0                            | 1                            | 6                            | 2                            | 6                                              | 4                                              | 1                                              | 1                                              | 11                                             | 2                                              |
| 2015                         | Четвртфинале                 | 6.                           | 4                            | 3                            | 1                            | 0                            | 7                            | 3                            | 6                                              | 5                                              | 1                                              | 0                                              | 18                                             | 5                                              |
| 2019                         | Полуфинале                   | 3.                           | 6                            | 4                            | 1                            | 1                            | 12                           | 3                            | 8                                              | 6                                              | 2                                              | 0                                              | 26                                             | 3                                              |
| Укупно                       | 3 титуле                     | 14/17                        | 68                           | 41                           | 19                           | 8                            | 131                          | 48                           | 61                                             | 46                                             | 10                                             | 5                                              | 175                                            | 33                                             |

*Нерешени резултати укључују мечеве елиминационе фазе који су одлучени након пенала;
**Црвени квадрат означава да је првенство одржано у Ирану.

## Састав репрезентације
Састав тима за Свјетско првенство 2018.
Подаци ажурирани 26. јуна 2018, након утакмице са Португалом:
| Име                      | Датум рођења | Број наступа | Број голова | Клуб            |         |         |
| Голмани                  | Голмани      | Голмани      | Голмани     | Голмани         | Голмани | Голмани |
| ------------------------ | ------------ | ------------ | ----------- | --------------- | ------- | ------- |
| Алиреза Бејранван        | 21. 9. 1992. | 25           | 0           | Персеполис      |         |         |
| Мохамед Мазахери         | 18. 5. 1989. | 3            | 0           | Зоб Ахан        |         |         |
| Амир Абеџаде             | 26. 4. 1993. | 1            | 0           | Маритимо        |         |         |
| Одбрамбени фудбалери     |              |              |             |                 |         |         |
| Рузбе Чешми              | 24. 7. 1993. | 11           | 1           | Естеглал        |         |         |
| Милад Мохамади           | 29. 9. 1993. | 21           | 0           | Ахмат Грозни    |         |         |
| Мортеза Пуралигањи       | 19. 4. 1992. | 30           | 2           | Ал Сад          |         |         |
| Мохамад Ханзаде          | 11. 5. 1991. | 11           | 1           | Падидех         |         |         |
| Пејман Монтазери         | 6. 9. 1983.  | 46           | 1           | Естеглал        |         |         |
| Рамин Резајан            | 21. 3. 1990. | 31           | 2           | Остенде         |         |         |
| Мајид Хосеини            | 20. 6. 1996. | 4            | 0           | Естеглал        |         |         |
| Фудбалери средине терена |              |              |             |                 |         |         |
| Мехди Тораби             | 10. 9. 1994. | 17           | 4           | Саипа           |         |         |
| Ехсан Хаџсафи            | 25. 2. 1990. | 93           | 6           | Олимпијакос     |         |         |
| Саид Езатолахи           | 1. 10. 1996. | 26           | 1           | Амкар Перм      |         |         |
| Масуд Шоџаи              | 9. 6. 1984.  | 75           | 8           | АЕК             |         |         |
| Омид Ебрахими            | 16. 9. 1987. | 32           | 0           | Естаглал        |         |         |
| Вахид Амири              | 2. 4. 1988.  | 37           | 1           | Персеполис      |         |         |
| Саман Годос              | 6. 9. 1993.  | 10           | 1           | Естерсунд       |         |         |
| Алиреза Џаханбаш         | 11. 8. 1993. | 40           | 4           | АЗ Алкмар       |         |         |
| Ашкан Деџага             | 5. 7. 1986.  | 45           | 9           | Нотингем Форест |         |         |
| Нападачи                 |              |              |             |                 |         |         |
| Карим Ансарифард         | 3. 4. 1990.  | 63           | 17          | Олимпијакос     |         |         |
| Реза Гучанеџад           | 20. 9. 1987. | 44           | 16          | Херенвен        |         |         |
| Мехди Тареми             | 18. 7. 1992. | 29           | 11          | Ал Џарафа       |         |         |
| Сардар Азмун             | 1. 1. 1995.  | 35           | 23          | Рубин Казањ     |         |         |